# Тоутоваї лісовий
Тоутоваї лісовий (Petroica bivittata) — вид горобцеподібних птахів родини тоутоваєвих (Petroicidae). Ендемік Нової Гвінеї.

## Таксономія
Виділяють два підвиди лісового тоутоваї:
- P. b. caudata Rand, 1940 (захід Нової Гвінеї);
- P. b. bivittata De Vis, 1897 (схід і південний схід Нової Гвінеї).

## Поширення і екологія
Лісовий тоутоваї є ендеміком Нової Гвінеї. Він мешкає в гірських тропічних лісах і субальпійських чагарниках Центрального хребта.

## Раціон
Лісовий тоутоваї харчується комахами, яких ловить в польоті.